# Diplotropis (plante)
Genre
Classification phylogénétique
Diplotropis est un genre de plantes à fleurs dicotylédones de la famille des Fabaceae, sous-famille des Faboideae, originaire d'Amérique du Sud, qui comprend une douzaine d'espèces acceptées.

## Liste d'espèces
Selon The Plant List (14 novembre 2018) :
- Diplotropis brasiliensis (Tul.) Benth.
- Diplotropis duckei Yakovlev
- Diplotropis ferruginea Benth.
- Diplotropis incexis Rizzini & A.Mattos
- Diplotropis martiusii Benth.
- Diplotropis peruviana J.F.Macbr.
- Diplotropis purpurea (Rich.) Amshoff
- Diplotropis racemosa (Hoehne) Amshoff
- Diplotropis rigidocarpa Lima
- Diplotropis rodriguesii Lima
- Diplotropis strigulosa Cowan
- Diplotropis triloba Gleason